# The Playmates
The Playmates was een Amerikaanse zanggroep eind jaren 1950 onder leiding van de pianist Chic Hetti (geboren Carl Cicchetti, 26 februari 1930), drummer Donny Conn (geboren Donald Claps, 29 maart 1930 - 2 september 2015) en Morey Carr (31 juli 1932 - 1987), allemaal uit Waterbury (Connecticut).

## Geschiedenis
The Playmates, Donald Claps (alias Donny Conn), drummer en tekstschrijver, Carl Cicchetti (alias Chic Hetti), pianist muziekcomponist en Morey Cohen (alias Morey Carr), leadzanger waren een instrumentaal en vocaal trio, allemaal uit Waterbury, Connecticut, en studeerden begin jaren 1950 aan de Universiteit van Connecticut. Na hun afstuderen in 1952 begonnen ze kleine lounges en nachtclubs te bezoeken in de Verenigde Staten en Canada, oorspronkelijk als The Nitwits, later als de Playmates. Gecontracteerd door Roulette Records in 1958 als de eerste vocale groep van het label en anticiperend op een calypso-rage, nam de groep een album op met de naam Playmates Visit the West Indies. Vervolgens brachten ze de twee opmerkelijke Top 40-singles Jo-Ann en Don't Go Home uit, voordat ze een #4-hit behaalden (9 juli 1958) met het tempo-veranderende nummer Beep, Beep, dat een vast onderdeel werd van Dr. Demento.
Het nummer Beep, Beep stond twaalf weken lang in de Billboard Top 40-hitlijst. Het verkocht meer dan een miljoen exemplaren en kreeg een gouden plaat. Gelijktijdig met dit nummer vestigde American Motors Corporation (AMC) productie- en verkooprecords voor de Rambler-modellen. Vanwege een richtlijn van de BBC destijds, dat nummers geen merknamen mochten bevatten in hun songteksten, werd een versie van Beep Beep opgenomen voor de Europese markt, die de Cadillac en Nash Rambler verving door de generieke termen limousine en bubble car. Ze volgden met de hitsingle What Is Love in 1959 en vervolgens opnieuw in 1960 met Wait For Me. Na vier albums voor Roulette, brak de groep - bekend om zijn comedy en plagerij tussen liedjes en om zijn repertoire - in 1965 uit elkaar. Morey Carr overleed in 1987 aan longkanker. Donald Claps overleed op 2 september 2015 op 85-jarige leeftijd in Malibu (Californië).

## Discografie
Roulette Records
- 1958: Jo-Ann
- 1958: Let's Be Lovers
- 1958: Don't Go Home
- 1958: The Day I Died
- 1958: Beep Beep
- 1959: Star Love
- 1959: What Is Love
- 1960: Wait for Me
- 1961: Little Miss Stuck-Up
- 1962: Keep Your Hands in Your Pockets

Album
- 1958: At Play with the Playmates